# Böszörményi Zoltán
Böszörményi Zoltán (Arad, 1951. december 18. –) József Attila- és Magyarország Babérkoszorúja-díjas költő, író, szerkesztő.

## Életútja
Aradon kezdte és fejezte be iskolai tanulmányait, a 3. számú líceumban (korábbi Katolikus Főgimnázium, ma Csiki Gergely Főgimnázium) érettségizett, de néhány évig Kolozsváron járt a koreográfiai líceumba.
Építőtelepen dolgozott, rövid ideig pedagógus volt Kolozsvárott. 1975-től 1983-ig az aradi Vörös Lobogó napilap korrektora. 
Első két verseskötetének megjelenése után a román államvédelmi hatóság (Securitate) célkeresztjébe került. A fenyegetések és zaklatások elől Jugoszlávián át Ausztriába szökött, onnan emigrált Kanadába.  
Torontóban, a York egyetemen filozófiából diplomázott, majd évekig üzletemberként járta a világot. 

## Pályája
Első zsengéi még kisiskolás korában jelentek meg a Napsugár című gyermeklapban. Kolozsvári iskolaévei idején és költői pályája kezdetén Lászlóffy Aladár, Kányádi Sándor, Bálint Tibor és Fodor Sándor volt a mentora.
Versei, riportjai, cikkei a romániai magyar sajtóban, az Ifjúmunkás, Előre (napilap, 1953–1989), Korunk, Utunk, Művelődés hasábjain jelentek meg.
Torontóban szerkesztette a helyi rádió heti egyórás magyar adását. Két évig a CBC (Canadian Broadcasting Corporation) torontói tudósítója volt.
Első verseskötete, az Örvényszárnyon 1979-ben jelent meg, a második, a Címjavaslatok 1981-ben, szintén Bukarestben.
Az Aradon megjelenő, öt romániai megye magyar lakosságához szóló Nyugati Jelen napilap tulajdonosa, évekig főszerkesztője; az anyaországi, kisebbségi és nyugati magyarságot összekötő Irodalmi Jelen nyomtatott és elektronikus folyóirat, valamint könyvkiadó alapítója (2001) és főszerkesztője.
Az ezredfordulótól sorra jelennek meg újabb verskötetei, és prózaíróként – regények és novellák szerzőjeként – is bemutatkozik. Műveit számos (többek között angol, francia, német, orosz, lengyel és román) nyelvre fordították le.
Irodalmi munkássága elismeréseként a magyar állam 2012-ben József Attila-díjjal tüntette ki.

## Kritikák
Aranyvillamos – második szakasz
„A kompozíció zenei finomsága, a motívumok, a kisszerkezetek, a hanghatás hivalkodás nélküli kidolgozottsága jellemzi a kötet verseit. E versek állapotjelzések, melyek a kötetlen forma, a gondolatiság, a meditatív megközelítések felé mozdítják el Böszörményit.” – Lipcsei Márta
Aranyvillamos – harmadik szakasz
„Az Aranyvillamos és a szonettkoszorú váratlan erejű és váratlan  fogalmazású költemények gyűjteménye. Ereje a szenvedély szelíd képeiben rejlik, amelyek összefoglalják és szerelemre hívják az imádott nőt.” – Faludy György
„Böszörményi Zoltán többdimenziós, topológiai költészetéből megvilágosodhatunk arról – mintegy a Möbius-szalag lírai alkalmazásaként – hogy a dolgok színéről észrevétlenül amazok fonákjára csúszhatunk át, s mindezt anélkül, hogy fölemeltük volna a papírról a ceruzát.” – Bréda Ferenc
„A kötet mottója Faludy Györgytől való, és a régiek bölcsességéről szól. Nem irreleváns a jelzés. Böszörményi Zoltán új könyvében szabályosabbak, klasszikusabbak a versformák, s témáit tekintve is Faludy nyomdokain jár: távoli tájak, utazások és távoli kultúrák, halott mesterek idéződnek meg a szövegekben.” – Balázs Imre József
A semmi bőre
„A posztmodernség mindössze kísérletező bázisként szolgál. A művek valódi célja és értéke a hagyományokat modern formában átmentő formai megoldások szintézisbe hozása." – Bátorligeti Mária
Majoranna a tér tenyerén
„[M]inden idők legfájdalmasabb, legmagányosabb Böszörményi-verseskönyve, […] verses életművének csúcsa. (…) Böszörményi versei [a legelső kötetekben] leginkább egy-egy frappáns ötletre épültek, meghökkentettek, amolyan filozófiai cseppek voltak, vagy groteszkségükkel hatottak, vagy egyszerűen csak keserű iróniájukkal. De mindenképp: magabiztosak voltak. Majorana változást hozott: behozta a vívódást és az érzelmeket ebbe a költészetbe. Nem mintha eladdig Böszörményi költészete nem lett volna érzelmes – de az igazi mélyrétegek a Majorana-versekben feslenek föl.” – Orbán János Dénes
„Böszörményi Zoltán kötetében egyensúlyban vannak a kötött és kötetlen formák. Előbbiek a költői fegyelem magas fokáról árulkodnak, és a Nyugat előtti nemzedék líráját idézik meg.” – Kemény Zoltán
Az éj puha teste
„Böszörményi Zoltán könyve kezelhető olyan négy regényként, amelyeken belül változatos betétek ágaznak szét, s amelyek mindegyike önálló műként (kisregényként, hosszú elbeszélésként) is megáll.” – Széles Klára 
„Jól temperált formabontásról beszélhetünk, mivel ez a technika nem a nyelvi közlemény alapszintjein jelenik meg, nem a szóhasználat, nem a szintaxis szintjén nyilvánul meg, hanem sokkal magasabb szinten: az ábrázolás módozataiban és a cselekményszövés rendszerében.” – Mandics György
„Itt egy helyen megtalálni valamennyi emberi szerepkör képviselőjét: gyilkost, áldozatot, szeretőt, csalfát és megcsaltat, hitványt és önfeláldozót. Egyetlenegy közös van bennük: mindannyian súlyos terheket cipelnek a vállukon, és valamennyien vívódó emberek. Mintha az író célul tűzte volna ki, hogy az élet valamennyi területét megénekli. Kapcsolatokat leltároz, közben pedig a legváratlanabb pillanatokban tör filozófiai magasságokba.” – Nagy Zsófia
„A nyelv átmetaforizáltsága olyan mondatépítkezéssel párosul, amelyek a végeláthatatlan Krasznahorkai-sorok után felüdülést jelentenek egészséges kimértségükkel, a gyakran mérőműszer pontossággal szövegbe illesztett szómondatokkal.” – Boldog Zoltán
Vanda örök
„Akarva-akaratlan az olvasó is bekerül a játékba, mert fejtörést okoznak számára a kísérleti eszköznek, posztmodern gőgnek tűnő filozófiai gondolatmenetek, amelyeket a szerző belesző a kibontakozó dráma történésébe.” – Sohár Pál
„Hatalmi univerzum ez, az agón, a Verseny, a versengés, a harc, a játszmák, a különböző szintű, mindennapos és hosszabb távú csaták és stratégia-játékok birodalma, a hipertrofizálódott, túlburjánzódó-tobzodó mega-Egók légtere és földje, a Rossz Országa, a Gonosz nem véletlenül »gnosztikus« Birodalma.” – Bréda Ferenc
Regál
„Az ilyenfajta lágerek létezéséről tudtunk […], de ennek a regénynek a megjelenéséig az irodalom nem foglalkozott ezzel a témával. Böszörményi nagy tehetséggel vette észre, és töltötte ki ezt az űrt: narrációja a lehető legpuritánabb nyelven íródott dokumentum, néha távirati stílusban megfogalmazva, noha az önelemzés sem hiányzik a regényből.” – Mieczyslaw Orski
„Az emigrációs kaland […] nemcsak társadalmi, hanem ontológiai jelentést is kap. A létbe vetettség modern metaforája lesz. A lét eszerint: már nem vendégség, mint még Kosztolányinál, hanem ideiglenes menekülttábor.” – Payer Imre 
„A regény irodalomtörténeti ideje bizonyos fokú dichotómiát mutat, ugyanis a személyesen átélt írói élmények a 80-as évek elejére nyúlnak vissza, a nyelvezet 21. századi, a művilág utalásrendszere viszont időtleníti a mű cselekményét.” – Bátorligeti Mária
Halálos bűn
„Lüktető küzdelem az egész könyv. Szavak, érzelmek, gondolatok, emberek vívnak egymással és önmagukkal.” – Juhász Krisztina
„Böszörményi „párpercesekként” aposztrofálja írásait, egyrészt kalapot emelve Örkény előtt, másrészt elolvasásuk valóban nem tart tovább. A lecsengése, a kiváltott érzelmek értelmezése ellenben jóval több időt vesz igénybe.” – Takács Máté 
„S a párpercesnek csak úgy lehet előkészített lezárása vagy meghökkentő csattanója, ha az élet sodró képei felől a mozdulatlanság, a zajok és a harmóniák felől pedig az elhallgatás felé tart. Létösszegző pillanatok nélkül nem is volna érdemes megírni e lírai kisprózákat.” – Német István Péter
„Nem könnyű eldönteni, miből ered, minek tulajdonítható Böszörményi Zoltán novelláinak sajátos hangvétele, eredetisége, egyénítő ereje, az olvasóra gyakorolt hatása. Talán a lírai hangvétel, a tömörítő erő, a váratlanság, a fordulatosság együttesen hoznak létre valami egyszerűt és mégis különlegeset, valóságosat és mégis költőit, a megoldást, a végkifejletet gyakran nyitva hagyót és egyben sejtetőt, érzékeltetőt, de az olvasót mindenképpen magával ragadót.” – Brauch Magda
„[O]lyan tömör filozófiai eszmefuttatás mindössze két nyomtatott oldalon (Látni), hogy Hegel is gratulálna hozzá.” – Révay András
Füst
„A novellák klasszikusak, mind felépítésükben, mind nyelvezetükben. (…) A Füst minden novellájának középpontjában egy nőalak áll. Az ő boldogságukon, szenvedésükön, gyarlóságukon, ravaszságukon, helytállásukon, önmegvalósításukon keresztül mutatja be Böszörményi az egzotikus, fülledt, elhagyatott, világvégi brazil völgyet.” – Szőcs Henriette                                

## Művei
- Örvényszárnyon, versek, Litera Könyvkiadó Bukarest, 1979
- Címjavaslatok, versek, Litera Könyvkiadó Bukarest, 1981
- Aranyvillamos, versek, Jelenkor, Pécs, 1999
- Aranyvillamos, második szakasz, versek, Jelenkor, 2001
- Aranyvillamos, harmadik szakasz, versek, Kalligram, Pozsony, 2004
- A szerelem illata, versek, Kalligram, 2005
- Vanda örök, Míg gondolom, hogy létezem, regény, Ulpius-Ház, 2005
- O suma de sonete, versuri, versek, Editura Brumar, 2006
- Far from nothing, (Vanda örök), regény, Exile Edition, Toronto, 2006
- La peau de rien, poésie, versek L'Harmattan, Párizs, 2007
- Vanda örök, oroszul, Impeto kiadó, Moszkva, 2008
- Az éj puha teste, regény, Ulpius-Ház, Budapest, 2008, 2009
- A semmi bőre, versek, Kalligram, Pozsony, 2008, 2009
- Halálos bűn, novellák, Ulpius-Ház, Budapest, 2010
- Az éj puha teste románul – Trupul molatic al nopții, regény, Brumar, Temesvár, 2010
- Majorana helyzetjelentése a tökéletes boldogságról, versek, Ulpius-Ház, Budapest, 2010
- REGÁL, regény, Ulpius-Ház, Budapest, 2011
- FÜST– Lénárd-novellák, Ulpius-Ház, Budapest, 2012
- REGÁL, oroszul, Vodolej kiadó, Moszkva, 2012
- REGÁL, románul, Brumar, Temesvár, 2013
- Katedrális az örök télnek, versek, Kalligram Könyvkiadó, 2013
- REGÁL, lengyelül, IBIS Könyvkiadó, Varsó, 2013
- THE CLUB AT EDDY'S BAR, Phaeton Publishing LTD., Dublin, 2014
- Majorana a tér tenyerén, versek, Kalligram, 2014
- Lábatlan idő, versek, Kalligram, 2015
- Az irgalom ellipszise, versek, Kalligram – Irodalmi Jelen Könyvek, 2016
- FÜST, románul, – FUM – Brumar, Temesvár, 2017
- Kényszerleszállás Shannonban, Kalligram – Irodalmi Jelen Könyvek, Arad, 2017
- The Conscience of Trees – A fák lelkiismerete; Ragged Sky Press, Princeton, New Jersey, 2018
- Soha véget nem érő szeretkezés; Kárpát-medencei Tehetséggondozó Nonprofit Kft., Bp., 2019
- Sóvárgás; Kárpát-medencei Tehetséggondozó Nonprofit Kft., Bp., 2019
- Jind; Brumar, Temesvár, 2019
- Notlandung – Kényszerleszállás; Mitteldeutscher Verlag, Halle, 2019
- Sóvárgás oroszul, Vodolej Kiadó, 2019
- The Refugee (a Regál angolul), Iniquity Press/Vendetta Books, 2019
- El Anhelo (a Sóvárgás spanyolul), Hungarian PEN CLUB, 2020
- Immer wenn ich meine Augen schließe (a Sóvárgás németül), Mitteldeutscher Verlag, Halle (Saale), 2020
- Mirage de notre sort, poésie, versek; Editions du Cygne, Párizs, 2020
- Darabokra tépve; Művészeti és Irodalmi Jelen, Bp.–Arad, 2020 (Irodalmi jelen könyvek)
- Pining Away (a Sóvárgás angolul), Iniquity Press/Vendetta Books, 2021
- Weicher Körper der Nacht (Az éj puha teste németül) Mitteldeutscher Verlag, Halle (Saale), 2022
- Sfâșiat în bucăți, Editura Brumar, 2022
- Regál, Irodalmi Jelen Könyvek, 2022
- Míg gondolom, hogy létezem; Concord Media Jelen, Arad, 2022 (Irodalmi jelen könyvek)
- Fellázadt szavak. Böszörményi Zoltán versei; vál. Márton László válogatásában; Magyar PEN Club, Budapest, 2023
- Böszörményi Zoltán legszebb versei; vál., utószó Bakonyi István; AB-Art, Felsőnyárád, 2024

## Díjak
- 2002 – Romániai Írók Szövetsége temesvári szervezetének évi költészeti díja
- 2008 – Romániai Írók Szövetsége temesvári szervezetének évi próza díja
- 2009 – Gundel művészeti díj (Az éj puha teste című regényéért)
- 2012 – "A Kultúra Pártfogója" díj (2012. január 22. – Magyarország Nemzeti Erőforrás Minisztérium Minisztere)
- 2012 – József Attila-díj
- 2016 – A Magyar Érdemrend középkeresztje
- 2018 – Magyarország Babérkoszorúja díj